# Uttlesford
Uttlesford – dystrykt w hrabstwie Essex w Anglii.

## Miasta
- Great Dunmow
- Saffron Walden
- Thaxted

## Inne miejscowości
Arkesden, Ashdon, Aythorpe Roding, Bannister Green, Barnston, Berden, Birchanger, Broxted, Chrishall, Clavering, Debden, Elmdon, Elsenham, Farnham, Felsted, Flitch Green, Great Canfield, Great Chesterford, Great Easton, Great Hallingbury, Great Sampford, Hadstock, Hatfield Broad Oak, Hatfield Heath, Henham, High Easter, Langley, Little Bardfield, Little Chesterford, Little Dunmow, Little Easton, Little Hallingbury, Little Walden, Littlebury, Manuden, Manwood Green, Newport, Quendon, Quendon and Rickling, Sewards End, Stansted Mountfitchet, Stebbing, Strethall, Takeley, Wendens Ambo, Wicken Bonhunt, Wimbish.